# Interaktivnost
Interaktivnost (angleško interactivity) ali sodejnost lahko opredelimo kot stopnjo, do katere  informacijsko komunikacijska tehnologija ustvarja posredovano okolje, ki uporabnikom omogoča medsebojno komuniciranje (tako sinhrono kot tudi asinhrono) in sodelovanje v recipročni izmenjavi sporočil (Kiousis 2002).
Sporočila se tako glede na stopnjo interaktivnosti delijo na tri skupine, in sicer: (1) neinteraktivna sporočila, ki se ne nanašajo na vsebino prejšnjega; (2) reaktivno sporočilo, ki se nanaša le na zadnje omenjeno sporočilo v nizu le-teh; (3) interaktivno sporočilo, ki je vezano na številna predhodna sporočila in na odnose med njimi (Rafaeli 1988). Koncept interaktivnosti se pogosto povezuje z  mediji, komunikacijskimi tehnologijami, komunikacijskimi konteksti in percepcijo ljudi (Kiousis 2002). Hoffmanova in Novak (1995)
pojem interaktivnosti povezujeta z možnostjo aktivne udeležbe v procesu komuniciranja.

## Različni pogledi in opredelitve interaktivnosti
V tehničnem kontekstu lahko interaktivnost opredelimo kot značilnost  računalniško posredovane komunikacije, kjer sta funkciji produkcije in potrošnje vsebin enakovredni (Dahlgren v Oblak in Petrič 2005, 83).
Interaktivnost se, kot navajata Oblak in Petrič (2005) pogosto povezuje z nizom različnih  vrednot, kot so večja posameznikova svoboda izbire, večji samonadzor, večja politična neodvisnost ipd. Nekateri avtorji (Jensen, Rafaeli v Oblak in Petrič 2005, 84) ugotavljajo, da je pojem interaktivnosti pogosto nenatančno opredeljen, s čimer se znižuje njegovo natančno razumevanje. Nadalje Kiousis (2002) opozarja, da se s konvergenco oz. spajanjem  novih tehnologij brišejo meje med  tradicionalnimi in  novimi mediji (na internet se lahko gleda kot na hibridni sistem, v katerem se združujeta televizija in tekst), zato bi se po njenem mnenju moral tem hibridnim definicijam nujno prilagoditi tudi koncept  interaktivnosti. Jensen (v Oblak in Petrič 2005, 85) navaja, da se interaktivnost kot osrednja lastnost tehnologije in novih medijev izraža na treh ravneh analize:
1. V komunikacijskem razmerju med uporabniki in mediji, kjer se pojem navezuje na proces selekcioniranja in izbiranja medijskih vsebin in na vprašanja, kdo je proizvajalec medijskega diskurza, kdo je avtor ipd.
2. V odnosu med mediji in družbeno strukturo, kjer se interaktivnost navezuje na lastnost odnosa in se oblikujejo vprašanja kot so: na kakšne načine in v kolikšni meri je  računalniško posredovano komuniciranje pogojeno z različno, npr. ekonomsko ali politično infrastrukturo družbenega življenja.
3. V računalniško posredovanem razmerju akter-struktura.

Kot lahko že ugotovimo iz zgoraj opredeljenih definicij, je pojem interaktivnosti večrazsežen, kjer Jensen (v Oblak in Petrič 2005) ugotavlja, da bi bilo potrebno koncept povezovati z različnimi oblikami  komunikacijskih vezi in tako razlikovati med:
1. prenosno interaktivnostjo (uporabniki medija izbirajo med trajnim nizom  informacij);
2. konzultacijsko interaktivnostjo (uporabniki zgolj ne izbirajo, temveč tudi zahtevajo informacije);
3. konverzacijsko interaktivnostjo (uporabniki sami proizvedejo in posredujejo informacije v določenem sistemu);
4. registracijsko interaktivnostjo (sistem samodejno preverja uporabnikovo delovanje in se nanje odziva).

|                                         | Informacije proizvaja centralni ponudnik                                              | Informacije proizvaja uporabnik                                 |
| Distribucijo nadzira centralni ponudnik | 1. prenosna interaktivnost primer: televizija, radio                                  | 4. registracijska interaktivnost primer: registracijski sistemi |
| Distribucijo nadzira uporabnik          | 2. konzultacijska interaktivnost primer: storitve na zahtevo, FTP, brskanje po spletu | 3. konverzacijska interaktivnost primer: telefon, IRC, e-mail   |

Med temi štirimi tipi interaktivnosti je samo prenosna brez kanala, ki bi omogočal prenos  informacij s strani uporabnika v medijski sistem, značilnost novih, digitalnih medijev pa je v odmiku od prenosne interaktivnosti k preostalim trem tipom (Jensen 1998, 187).
Vprašanje opredeljevanja koncepta interaktivnosti se ni odpiralo zgolj v  komunikoloških in  medijskih študijah, temveč se je uveljavilo tudi razumevanje interaktivnosti, ki so ga opredelile kulturne študije (Oblak in Petrič 2005, 86). Le-te se namreč osredotočajo na družbeno razsežnost  interakcij med uporabniki medijev, tehnično razsežnostjo interakcij med uporabnikom in strojem in kulturno razsežnostjo interakcij med uporabnikom in tekstom, ali kot to natančneje opredeljujejo Förnas in drugi (v Oblak in Petrič 2005):
- Družbena interaktivnost se navezuje na sposobnost  medija, da omogoča družbeno  interakcijo med posamezniki ali skupinami.
- Tehnična interaktivnost lahko opredelimo kot zmogljivost medija, da dovoljuje uporabniki, da upravlja stroj prek njegovih vmesnikov.
- Kulturna interaktivnost, ki se navezuje na kreativnost in interpretacijo interakcije med uporabnikom (kot bralcem, gledalcem ali poslušalcem) in tekstom.

Na ravni opredeljenih členitev koncepta interaktivnosti se raziskovalne analize predvsem ukvarjajo in proučujejo prenosno in konverzacijsko interaktivnost ali v okviru kulturoloških opredelitev, študije zajemajo v ospredju predvsem odnos med uporabniki in mediji ter sposobnost družbene integracije med uporabniki.

## (Spletna) interaktivnost v praksi
Mcmillan (2002)poudarja, da je pomembno raziskovati potencialne učinke interaktivnosti, kjer se v svojem raziskovanju navezuje na spletni prostor. Iz vidika praktičnih aplikacij tako ugotavlja, da bi na ravni spletnih razvijalcev in njihovih želj po ustvarjanju dialoga z obiskovalci  spletnega mesta morali le-ti na spletno mesto vključiti več dvosmernih kanalov  komunikacije in poskušati aktivno odgovarjati na njihove odzive (Mcmillan 2002, 285). To lahko, kot ugotavlja Mcmillan (2002), predstavlja izziv predvsem iz vidika, da spletno okolje omogoča prosti pretok dvosmerne komunikacije in možnost za uporabniki prosto participirajo kot producenti in potrošniki vsebine, kar za nekatere ponudnike  spletnih mest pomeni, da morajo premisliti o potencialnih negativnih učinkih, ki bi jih interaktivnost zanje lahko prinesla. Mcmillan in Dowes (v Oblak in Petrič 2005, 87-88) tako ugotavljata, da se stopnja interaktivnosti spletnih mest povečuje:
1. ko ni cilj komunikacije prepričevanje, temveč izmenjava  informacij;
2. ko imajo uporabniki, ki sodelujejo, nadzor nad komunikacijskim prostorom;
3. ko so uporabniki pripravljeni aktivno izkoristiti komuniciranje;
4. ko uporabniki delujejo in se odzivajo na sporočila prek dvosmernih komunikacij;
5. ko je čas komuniciranja prilagojen, fleksibilen in odziven glede na potrebe uporabnikov;
6. ko komunikacijsko okolje daje uporabnikom občutek prostora.

Pri izrabi in koristenju interaktivnih potencialov in možnosti [[Splet | spleta], kot poudarjata Oblak in Petrič (2005), ni zgolj stvar tehničnih implementacij, temveč vključuje tako komunikacijske cilje, želje, motive producentov kot tudi uporabnikov. Upoštevati je potrebno različne kontekstualne razsežnosti, ki so zelo pomembne pri konstrukciji interaktivne podobe spleta. Carrie Heeter (v Oblak in Petrič 2005, 89-90) interaktivnost tako obravnava tako z uporabniškega kot producentskega vidika dvo- ali večsmernega toka [[Informacija | informacij], kjer opredeljuje šest razsežnosti, od teh štiri, ki poudarjajo vlogo uporabnika:
1. kompleksnost izbir ponujenih na  spletnih mestih,
2. težavnosti dostopa uporabnika do vsebin in orodij;
3. odzivnosti do uporabnika;
4. preproste možnosti za medosebno komunikacijo;
5. preproste možnosti dodajanja informacij in vsebin;
6. upravljanje s sistemom.

Poudarjanje vloge uporabnika je posebej pomembno, kot ugotavlja Kenney in drugi (v Oblak in Petrič 2005, 90), saj interaktivnost empancipira uporabnika, kjer je ravno to opolnomočenje tisto, ki razlikuje  nove medije od tradicionalnih. Opredeljeni nastavki so predvsem pomembni, saj predstavljajo načine, kako interaktivnost meriti in potemtakem tudi povečati stopnjo izkoriščanja ( spletnih) interaktivnih potencialov v praksi.

## Oblikovanje in načrtovanje interaktivnosti
Računalniška znanost je potrebovala veliko časa, da preseže delitev na strojno in programsko opremo in da začne sistematično preučevati uporabnosti. Dve največji in vplivni organizaciji Association for Computing Machinery (ACM) in Institute of Electrical and Electronics Engineers (IEEE) sta v osemdesetih letih predlagali vključitev uporabniškega vmesnika v njihov uradni učni načrt  računalništva (Denning v Marion 1999). Medtem so znanstveniki drugih disciplin preučevali, kako uporaba računalnikov vpliva na ljudi  Tako je nastala področje interakcije človek-računalnik (human-computer interaction), ki obravnava uporabniške vmesnike in njihovo uporabo (Marion 1999). Interakcija po Dixu pomeni vsako  komunikacijo med uporabnikom in računalnikom, pa naj bo to neposredna ali posredna (Dix v Marion 1999). Neposredna interakcija vključuje dialog s povratno  informacijo in nadzor med opravljanjem naloge, posredna interakcija pa lahko vključuje ozadje ali paketno obdelavo (ibid.).
Vključevanje interaktivnosti v spletne strani se začne z razumevanjem tega kaj komponente interaktivnosti so (Marion 1999). Komponente interaktivnosti ustvarimo z različnimi orodji, kot so  Macromedia Director,  3D Studio Max, HTML itd. (ibid.). Samo ustvarjanje teh komponent pa še ne pomeni uspešnega interaktivnega spletnega mesta (ibid.).
Leta 1993 sta Deborah Hix in H. Rex Hartson objavili delo Razvoj uporabniških vmesnikov (Developing User Interfaces), v katerem trdita, da mora biti razvoj  uporabniškega vmesnika pomemben del celotnega procesa programske opreme. Ključni igralci tega procesa pa so  razvijalci  uporabniških vmesnikov. V tradicionalnem razvoju programske opreme so tako razvijalci odgovorni za razvoj vsebin, obnašanje in oblikovanje interakcije. Ljudje v tej vlogi so neposredno odgovorni za zagotavljanje uporabnosti, vključno z izvedbo in zadovoljstvom uporabnikov. Ukvarjajo se s pomembnimi vidiki načrtovanja, kot so: funkcionalnost, sekvenciranje vsebin in dostop do informacij, pa tudi za detajle, kot so izgled menijev, oblikovanje ipd. Večji del naloge razvijalca so tudi merljive specifikacije uporabnosti, vrednotenje modelov interakcije z uporabniki in prenove, ki temelji na analizi uporabnikovega vrednotenja vmesnika (Hartson in Hix v Marion 1999).